# Instituto de Lengua, Literatura y Antropología
El Instituto de Lengua, Literatura y Antropología fue creado el 30 de octubre de 2007 a partir del Instituto "Miguel de Cervantes" de Filología Hispánica y la Escuela de Filología Española fundada por Ramón Menéndez Pidal en el Centro de Estudios Históricos.

## Objetivos
Se encarga de investigar el patrimonio cultural de España en una triple dimensión: antropológica, lingüística y literaria. Sus líneas de investigación son:
- análisis del discurso;
- cambio, variación y cognición en el lenguaje;
- cambios sociodemográficos en un mundo global;
- culturas de la ciencia y la tecnología;
- historia cultural del conocimientoː discursos, prácticas, representaciones;
- justicia: memoria, narración y cultura;
- literatura, imagen e historia cultural;
- patrimonio, memoria e identidad.

Su directora es  Violeta Demonte Barreto.
El centro se encuentra en la calle Albasanz, en la ciudad de Madrid.